# Megaselia ampullosa
Megaselia ampullosa är en tvåvingeart som beskrevs av Borgmeier 1961. Megaselia ampullosa ingår i släktet Megaselia och familjen puckelflugor. Inga underarter finns listade i Catalogue of Life.